# Pedernales (município da Venezuela)
Pedernales é um município da Venezuela localizado no estado de Delta Amacuro. A capital do município é a cidade de Pedernales.